# استیک آلکالاین
استیک آلکالاین یا استیک آب هیدروژنه نوعی فیلتر قابل حمل است که هرگاه در آب قرار گیرد با اهدا یون فلزات قلیایی نظیر منیزیم موجب بالا رفتن پی اچ آب آشامیدنی شده بر طبق واکنش زیر تولید هیدروژن می‌کند.
Mg + 2H2O → Mg (OH)2 + H2
آب هیدروژنه قدرت آنتی اکسیدانی بالایی دارد. برخی منابع این ادعا را رد کرده‌اند؛ ولی تحقیقات پزشکی و مطالعات بالینی انجام شده نیز نشان داده‌اند که این محصول می‌تواند سودمند باشد.